# Armento
Armento är en ort och kommun i provinsen Potenza i regionen Basilicata i Italien. Kommunen hade 604 invånare (2017).